# Ramco
Ramco är en ort i Australien. Den ligger i kommunen Loxton Waikerie och delstaten South Australia, omkring 150 kilometer nordost om delstatshuvudstaden Adelaide. Antalet invånare är 168.
Trakten runt Ramco är nära nog obefolkad, med mindre än två invånare per kvadratkilometer.. Närmaste större samhälle är Waikerie, nära Ramco. 
Omgivningarna runt Ramco är i huvudsak ett öppet busklandskap. Genomsnittlig årsnederbörd är 320 millimeter. Den regnigaste månaden är februari, med i genomsnitt 68 mm nederbörd, och den torraste är oktober, med 8 mm nederbörd.